# Zamaloapan
Zamaloapan är en ort i Mexiko.   Den ligger i kommunen Cuauhtémoc och delstaten Chihuahua, i den nordvästra delen av landet, 1 300 km nordväst om huvudstaden Mexico City. Zamaloapan ligger 2 000 meter över havet och antalet invånare är 204.
Terrängen runt Zamaloapan är platt åt sydväst, men åt nordost är den kuperad. Runt Zamaloapan är det mycket glesbefolkat, med 5 invånare per kvadratkilometer. Närmaste större samhälle är Anáhuac, 9,6 km väster om Zamaloapan. Omgivningarna runt Zamaloapan är i huvudsak ett öppet busklandskap.